# Педевилья, Хуан
Хуан Карлос Педевилья (исп. Juan Carlos Pedevilla; 6 июня, по другим данным 6 июля 1909, Буэнос-Айрес — 1993, Вилья-Лусурьяга) — аргентинский футболист, защитник.

## Карьера
Хуан Педевилья начал карьеру в 1926 году в клубе «Эстудиантиль Портеньо». Там он выступал пять лет. В 1931 году Педевилья перешёл в клуб «Феррокарриль Оэсте», где дебютировал 26 июля в матче с «Химнасией и Эсгримой» (0:0). Всего за клуб футболист провёл 4 игры. Последним матчем в составе «Ферро» для Хуана Карлоса стала встреча с «Платенсе» (1:4). В том же сезоне он продолжил играть за «Эстудиантиль», который выступал в чемпионате под эгидой Ассоциации футбола Аргентины, «Феррокариль» же играл в первенстве, организованном Аргентинской футбольной лиги. За «Портеньо» Педевилья играл до 1937 года.
В составе сборной Аргентины Педевилья дебютировал 18 июня 1933 года в матче с «Коло-Коло» (3:2), где забил 2 гола. В следующей игре против сборной  «Сантьяго Насьональ» и «Грин Кросс» он также забил два мяча. Хуан поехал в составе национальной команды на чемпионат мира, где провёл единственный матч Аргентины со Швецией. Всего за национальную команду Педевилья провёл 9 матчей и забил 4 гола.

## Международная статистика
| Матчи Хуана Педевильи за сборную Аргентины | Матчи Хуана Педевильи за сборную Аргентины | Матчи Хуана Педевильи за сборную Аргентины | Матчи Хуана Педевильи за сборную Аргентины | Матчи Хуана Педевильи за сборную Аргентины | Матчи Хуана Педевильи за сборную Аргентины | Матчи Хуана Педевильи за сборную Аргентины |
| ------------------------------------------ | ------------------------------------------ | ------------------------------------------ | ------------------------------------------ | ------------------------------------------ | ------------------------------------------ | ------------------------------------------ |
| №                                          | Дата                                       | Место проведения                           | Оппонент                                   | Счёт                                       | Голы                                       | Турнир                                     |
| 1                                          | 18 июня 1933                               | Сантьяго                                   | Коло-Коло                                  | 3:2                                        | 2                                          | Товарищеский матч                          |
| 2                                          | 22 июня 1933                               | Сантьяго                                   | сборная Сантьяго Насьональ и Грин Кросс    | 6:5                                        | 2                                          | Товарищеский матч                          |
| 3                                          | 25 июня 1933                               | Вальпараисо                                | Итальяна Вальпаисо                         | 3:1                                        | —                                          | Товарищеский матч                          |
| 4                                          | 29 июня 1933                               | Сантьяго                                   | Унион Эспаньола                            | 1:0                                        | —                                          | Товарищеский матч                          |
| 5                                          | 2 июля 1933                                | Сантьяго                                   | Магальянес                                 | 6:4                                        | —                                          | Товарищеский матч                          |
| 6                                          | 9 июля 1933                                | Сантьяго                                   | Коло-Коло                                  | 3:2                                        | —                                          | Товарищеский матч                          |
| 7                                          | 16 июля 1933                               | Сантьяго                                   | Унион Эспаньола                            | 3:1                                        | —                                          | Товарищеский матч                          |
| 8                                          | 27 мая 1934                                | Болонья                                    | Швеция                                     | 2:3                                        | —                                          | Чемпионат мира                             |
| 9                                          | 14 июня 1934                               | Милан                                      | сборная клубов Италии                      | 2:0                                        | —                                          | Товарищеский матч                          |